# دليران (قيلاب)
دلیران (بالفارسية: دلیران) هي قرية تقع في قسم قيلاب الريفي، بمقاطعة أنديمشك التابعة لمحافظة خوزستان، إيران.